# Ґочалтово
Ґочалтово (словац. Gočaltovo) — село в окрузі Рожнява Кошицького краю Словаччини, історична область Гемера. Площа села 10,68 км². Станом на 31 грудня 2016 року в селі проживало 239 жителів.

## Історія
Перші згадки про село датуються 1318 роком.

## Населення
| Рік:            | 1994. | 2004.   | 2014.   | 2024.    |
| --------------- | ----- | ------- | ------- | -------- |
| Кількість осіб: | 270   | 249     | 246     | 209      |
| Різниця:        |       | -7,77 % | -1,20 % | -15,04 % |

| Рік:            | 2023. | 2024.   |
| --------------- | ----- | ------- |
| Кількість осіб: | 218   | 209     |
| Різниця:        |       | -4,12 % |